# Dobra społecznie niepożądane
Dobra społecznie niepożądane – dobra powodujące szkody społeczne, które mimo przynoszenia konsumentowi użyteczności z korzystania z nich posiadają ujemną użyteczność dla społeczeństwa. Państwo dąży do ograniczenia konsumpcji tego rodzaju dóbr w społeczeństwie. Nabywcy tych dóbr nie biorą pod uwagę negatywnych efektów dotyczących osób trzecich. Redystrybucja takich dóbr często jest więc objęta restrykcjami nałożonymi przez państwo w celu ochrony społeczeństwa przed efektami ubocznymi korzystania z nich przez pojedynczych konsumentów.

## Przykłady
Przykładami dóbr niepożądanych mogą być np. papierosy, na które rządy poszczególnych państw, jak i przykładowo unia europejska nakładają coraz to surowsze restrykcje. Kolejnym przykładem mogą być narkotyki, które w większości państw są całkowicie zakazane ze względu na ich większą społeczną szkodliwość niż w przypadku wcześniej wymienionych papierosów. Również emisja zanieczyszczeń może kwalifikować się do kategorii dóbr niepożądanych. Mniej oczywistym przykładem dobra niepożądanego społecznie może być hazard czy kradzież. Warto w tym momencie zauważyć, że dobra społecznie niepożądane o wiele częściej występują w postaci usług, a nie dóbr materialnych.

## Efekty dla społeczeństwa
Efekty zewnętrzne związane z dobrami niepożądanymi społecznie bardzo często ujawniają się po dłuższym czasie, np. choroby układu oddechowego spowodowane paleniem wyrobów tytoniowych lub zanieczyszczeniem powietrza. Dodatkowym efektem byłyby w tym przypadku koszty leczenia osób, których zdrowie ucierpiało na skutek w.w. czynników. W przypadku kosztów leczenia, obciążają one wszystkich. Często konsument nie uwzględnia też jednostkowej konsumpcji jako znaczącą jednak jeśli przeskalujemy efekt do wszystkich korzystających z danego dobra może okazać się, że efekty dla społeczeństwa są znaczące.

## Sposoby zwalczania dóbr niepożądanych
Państwo może walczyć z dobrami niepożądanymi społecznie na wiele różnych sposobów, na przykład poprzez:
- nakazy i zakazy odnoszące się do konsumpcji tych dóbr (np. Zakaz palenia w miejscach publicznych)
- podatki (np. nakładanie podatków na firmy zanieczyszczające powietrze – zanieczyszczenia jako produkt uboczny produkcji innych dóbr)
- propaganda społeczna (np. kampanie społeczne mające na celu wzrost świadomości w społeczeństwie na temat szkodliwych efektów konsumpcji niektórych dóbr)

## Asymetria informacji a dobra niepożądane
Asymetria informacji utrudnia konsumentowi określenie dobra, jako niepożądane lub pożądane co powoduje niską świadomość zbyt społeczną, a co za tym idzie zbyt wysoką konsumpcję dóbr niepożądanych. Konsument nie posiadając pełnej informacji o skutkach konsumpcji dobra może nie być świadomy jego negatywnych efektów, więc będzie je konsumował w przeświadczeniu braku lub małej ilości negatywnych efektów.